# 常陸桃山駅
常陸桃山駅（ひたちももやまえき）は茨城県真壁郡真壁町（現・桜川市）伊佐々にあった、筑波鉄道筑波線の駅（廃駅）である。筑波線の廃線に伴い1987年（昭和62年）に廃止された。

## 歴史
- 1937年（昭和12年）：伊佐々駅として開業[1]。
- 1943年（昭和18年）：廃止[2]。
- 1957年（昭和32年）12月14日：常陸桃山駅として再開業[2]。
- 1987年（昭和62年）4月1日：廃止[3]。

## 駅構造
ホームは1面1線で、開放型の待合室があるだけの無人駅だった。ホームは線路より東側にあった。

## 駅周辺
- 桜川市立桃山中学校（現・桜川市立桃山学園）
- 茨城県道17号下館石岡線（現・茨城県道7号石岡筑西線）

## 隣の駅
筑波鉄道
筑波線
紫尾駅 - 常陸桃山駅 - 真壁駅